# Edward de Capoulet-Junac
Edward de Capoulet-Junac (geboren 1930) ist ein französischer Science-Fiction-Autor.

## Leben
Er ist bekannt als Verfasser des auch von Stanisław Lem sehr gelobten Romans Pallas ou la tribulation (1967, deutsch Pallas oder die Heimsuchung), in dem die Erde von einer außerirdischen Rasse überfallen und die Menschheit besiegt wird. Die überlebenden Menschen werden auf den Heimatplaneten Pallas der tintenfischähnlichen Aliens verschleppt und werden dort fortan als eine Art Schoßtier gehalten.
Gerade weil die üblichen Leseerwartungen enttäuscht werden, es keine Viruskrankheit gibt, welche die Aliens dahinrafft, und schon gar keinen heldenhaften Aufstand der Menschen, sondern die Haustiermenschen als untereinander zerstritten, gelangweilt und in erheblichem Umfang mit Sex beschäftigt beschrieben werden, ist Pallas ou la tribulation für Patrick Parrinder der „vielleicht beste Roman der französischen Science-Fiction“.
Der Autor soll in Paris Soziologie und Rechtswissenschaft studiert haben. Weitere Informationen sind nicht bekannt. Es wurde vermutet, dass es sich um ein Pseudonym handelt.

## Bibliographie
- L’ordinateur des pompes nuptiales (1961)
- Pallas ou la tribulation (1967)
  - Deutsch: Pallas oder die Heimsuchung. Übersetzt von Willy Thaler. Insel (Phantastische Wirklichkeit: Science Fiction der Welt), 1971. Neuausgabe: Suhrkamp (Phantastische Bibliothek #149), 1985, ISBN 3-518-37638-1.